# Mock COP26
Mock Cop26 fue una conferencia en línea sobre cambio climático de dos semanas de duración a la que asistieron 350 jóvenes delegados de 141 países y que se celebró a finales de noviembre de 2020. Durante la conferencia se elaboró un tratado con 18 políticas. Al final de la conferencia, el tratado se presentó al defensor de la acción climática de alto nivel del Reino Unido, Nigel Topping.
La COP26 debía celebrarse en Glasgow en noviembre de 2020, pero se pospuso debido a la pandemia de COVID-19. En su lugar se celebró en Glasgow en noviembre de 2021.
Frustrados por el aplazamiento de las conversaciones sobre la crisis climática de la COP26 de la ONU, los jóvenes activistas del clima crearon un proceso paralelo.
La idea de Mock COP26 surgió de los jóvenes que trabajan en la campaña Teach the Future. Según la organizadora Phoebe L. Hanson, "alguien dijo: '¿por qué no celebramos la nuestra?' como una broma, pero se nos quedó en la cabeza".
El simulacro de la COP se creó como una conferencia virtual que se desarrollará durante dos semanas, del 19 de noviembre al 1 de diciembre de 2020. En ella participaron 350 jóvenes delegados, de entre 11 y 30 años, procedentes de 141 países, seleccionados entre más de 800 que presentaron su candidatura. Para dar más peso a los puntos de vista de los del sur global se permitieron cinco delegados de cada uno de esos países y tres de cada país del norte global. Además, el evento se trasladó a finales de noviembre para evitar que coincidiera con el Diwali.
La conferencia fue organizada por un equipo de 196 estudiantes voluntarios de 52 países, respaldados por 18 estudiantes y la organización benéfica Students Organising for Sustainability UK. Todos los voluntarios y el personal estudiantil tenían menos de 30 años.
Según los organizadores, con la celebración de una conferencia virtual se redujeron las emisiones de carbono en 1.500 veces más que en los actos presenciales de la COP. Los organizadores esperan que la suya pueda ser un modelo para futuras conferencias internacionales que conduzcan a la reducción de las emisiones de carbono.
El presidente de COP26, Alok Sharma, habló en el primer día de la conferencia.
Durante la conferencia hubo mesas redondas, discursos y talleres. Los temas tratados fueron la justicia climática, la educación sobre el clima, los objetivos de reducción de carbono, los empleos verdes y la salud. Las charlas y los talleres se celebraron en varios husos horarios, y los delegados se agruparon por zonas horarias para poder asistir en función de sus estudios.
Con el objetivo de aumentar las ambiciones de la COP26, los delegados votaron una declaración dirigida a los líderes mundiales. Con la ayuda de ClientEarth, una organización benéfica de derecho medioambiental, la declaración se elaboró como políticas que los países podrían adoptar como ley.
La declaración incluye 18 políticas que piden: la prohibición de deslocalizar las emisiones, la educación sobre el clima en todos los niveles educativos, leyes de ecocidio, la limitación del calentamiento global por debajo de 1,5C sobre los niveles preindustriales y una regulación más estricta de la calidad del aire. La declaración fue presentada en la ceremonia de clausura a Nigel Topping, el campeón de acción climática de alto nivel designado por el Reino Unido para la COP26.